# Bellevue (Wisconsin)
Bellevue és una vila del Comtat de Brown (Wisconsin) als Estats Units d'Amèrica.

## Demografia
Segons el cens dels Estats Units del 2000 Bellevue tenia 11.828 habitants. Segons el cens del 2000 tenia 11.828 habitants, 4.624 habitatges, i 3.111 famílies. La densitat de població era de 320 habitants per km².
Dels 4.624 habitatges en un 36,7% hi vivien nens de menys de 18 anys, en un 56,2% hi vivien parelles casades, en un 7,6% dones solteres, i en un 32,7% no eren unitats familiars. En el 23,1% dels habitatges hi vivien persones soles el 4,3% de les quals corresponia a persones de 65 anys o més que vivien soles. El nombre mitjà de persones vivint en cada habitatge era de 2,54 i el nombre mitjà de persones que vivien en cada família era de 3,08.
Per edats la població es repartia de la següent manera: un 26,9% tenia menys de 18 anys, un 9,6% entre 18 i 24, un 36,1% entre 25 i 44, un 20,2% de 45 a 60 i un 7,2% 65 anys o més.
L'edat mediana era de 33 anys. Per cada 100 dones de 18 o més anys hi havia 97,1 homes.
La renda mediana per habitatge era de 53.672 $ i la renda mediana per família de 62.299 $. Els homes tenien una renda mediana de 40.194 $ mentre que les dones 26.189 $. La renda per capita de la població era de 24.283 $. Aproximadament el 3,3% de les famílies i el 4,2% de la població estaven per davall del llindar de pobresa.

## Poblacions properes
El següent diagrama mostra algunes poblacions properes.